# Carretera Nacional N-III
Die Carretera Nacional N-III ist eine Nationalstraße in Spanien. Sie war mit einer Gesamtlänge von 352 Kilometern die kürzeste der sechs sternförmig von Madrid ausgehenden und bis zur äußeren Begrenzung Spaniens führenden Nationalstraßen. Heute existiert die Strecke nur noch auf ca. 129 Kilometer langen Abschnitten parallel zur Autobahn A-3.

## Verlauf

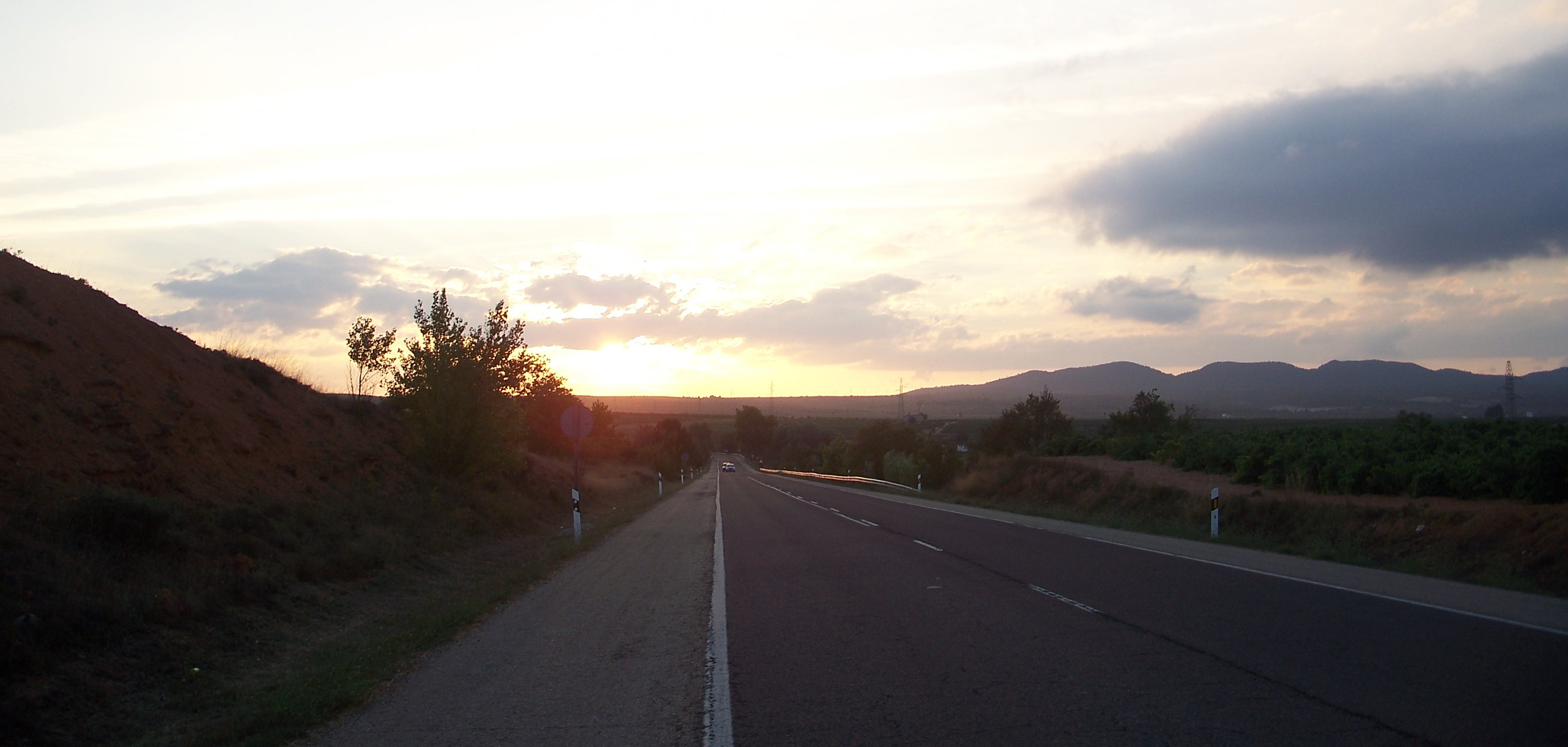
Die N-III zwischen Caudete und Utiel (2008).

Die Carretera Nacional N-III führte von der Hauptstadt Madrid aus über Tarancón, Honrubia, Requena, Siete Aguas, Buñol bis nach Valencia. Festgelegt wurde diese Streckenführung um 1940.
Auf vielen Abschnitten wurde die Nationalstraße bereits durch die Autobahn A-3 ersetzt bzw. zu dieser ausgebaut. Dies sind die Abschnitte Madrid – Honrubia, Requena – Siete Aguas und Buñol – Valencia. Zwischen Honrubia und Requena sowie zwischen Siete Aguas und Buñol verläuft die noch bestehende N-III parallel zu der Autobahn A-3.

## Geschichte

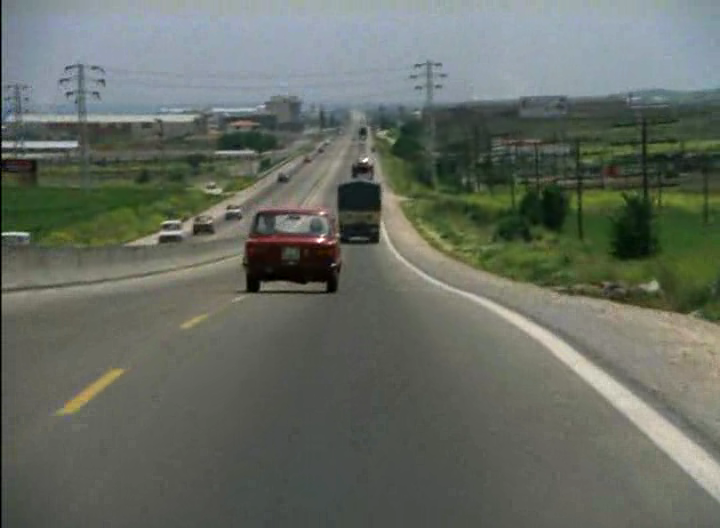
Die Carretera Nacional N-III in Madrid, 1973.

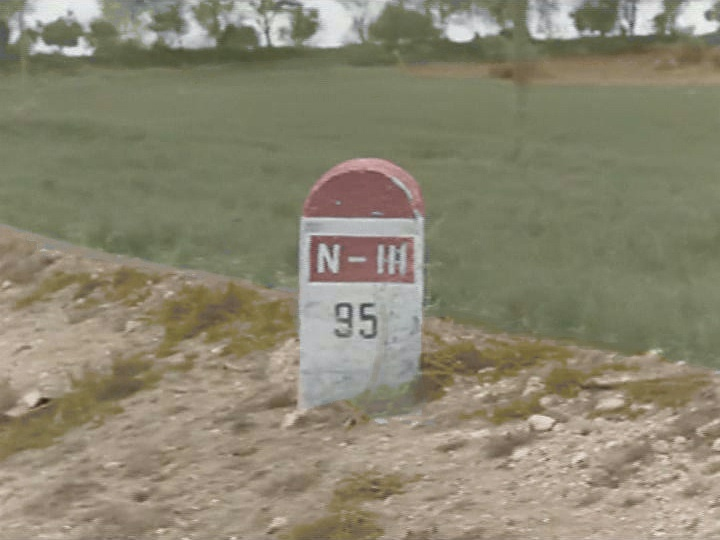
Kilometerstein entlang der N-III in den 1970ern.

Im Jahr 1964 wurde damit begonnen, den Ausbauzustand der Straße zur Autobahn zu erhöhen. Dazu wurde erstmals die Streckenführung geändert. Der Straßenbeginn wurde innerhalb Madrids auf die Avenida del Mediterráneo in der Nähe der Plaza del Conde de Casal verlegt. Dieser 10 Kilometer lange Neubau wurde 9. Dezember 1964 eröffnet und war der erste Autobahnabschnitt in Spanien.
Im Jahr 1971 wurde dieser Abschnitt auf mindestens 25 Kilometer verlängert und galt als Hauptverkehrsstraße für die Einfahrt in die Hauptstadt von Spanien. Bis in die späten 1970er Jahre wurden in den Städten, durch diese die N-III verlief, die beide Verkehrsrichtungen durch einen gelben Streifen und ausnahmsweise auch durch einen weißen Streifen voneinander abgegrenzt. Noch in diesen Jahren wurde, in Ausnahme von bestimmten Bereichen, die Höchstgeschwindigkeit von 90 km/h auf die noch heute geltende Höchstgeschwindigkeit von 100 km/h erhöht. Die Nationalstraße N-III zählte zu dieser Zeit zu am besten ausgebautesten Straßen.
In den 1980ern begann der Zustand der Straße aufgrund des gestiegenen Straßenverkehrs in Spanien zu variieren. Im Zuge der Reform der spanischen Verfassung im Jahr 1982 verlief die Straße erstmals durch drei Autonome Gemeinschaften. In der Mitte dieses Jahrzehnts wurde eine Reihe von Verbesserungen im Straßenverlauf durchgesetzt: Es wurden mehrere Ortsumgehungen gebaut, gefährliche Kurven wurden entschärft.
Infolge des Beitritts Spaniens zur Europäischen Union 1986 erfolgten in den 1990er Jahren die größten Modernisierungsarbeiten entlang der N-III. 1995 wurde der seit den späten 1980ern andauernde Ausbau der N-III zur Autobahn A-3 zwischen Madrid und Honrubia abgeschlossen. In den 2000er Jahren wurde der Ausbau zur Autobahn auf allen Abschnitten abgeschlossen. Zwischen Honrubia und Requena sowie zwischen Siete Aguas und Buñol ist die alte Strecke erhalten geblieben.